# Tiodus elongatus
Tiodus elongatus är en insektsart som beskrevs av Nast 1950. Tiodus elongatus ingår i släktet Tiodus och familjen spottstritar. Inga underarter finns listade i Catalogue of Life.